# 原天津法国兵营
原天津法国兵营又称紫竹林兵营，始建于1915年，坐落于当时的天津法租界水师营路（Rue de L'Amiraute）（今和平区赤峰道1－5号），该建筑目前为重点保护等级历史风貌建筑和天津市文物保护单位，现为住宅。

## 历史
原天津法国兵营前身为李鸿章于1879年设立的北洋水师营务处，1900年八国联军侵华期间被法国军队占领，经八国联军指挥官会议协商规定，法国当时在天津驻扎约1400余人。1902年，八国联军结束对天津的占领时又议定额外驻扎1007余人，因此，法国当局在天津实际驻扎达2000余人。由于当时的紫竹林兵营容纳不了太多的士兵，因此法国军队强占了已毁于炮火的天津机器局并辟为“东局子兵营”（现解放军运输工程学院校址）。1915年，天津法租界当局重建法国兵营，该兵营包括士兵宿舍和司令部等。中华人民共和国成立后，法国兵营曾作为天津市港务局宿舍，后来逐渐被居民使用成为民宅。2005年，原天津法国兵营挂牌成为天津历史风貌建筑，属于重点保护级别。

## 建筑风格
原天津法国兵营占地面积7000多平方米，建筑面积为2660平方米，该建筑分三部分：一座三层营房、两座二层营房和两座二层小楼。其中，兵营的平面布局仿照大四合院形式，兵营院内设有操场。另设有五幢砖木混合结构楼房，顶部为红瓦坡顶，外立面为清水砖墙，正立面各层均出大跨度水泥浇筑檐廊，房檐上刻有“建于1915年”的字样，外跨的铁制楼梯连通上下，是典型的备战型兵营建筑。建筑首层前立面以方形砖柱作支承，槽钢、扁铁作支架，上面筑有木质平台，形成上、下二层外廊，其中一端设有铁架木制楼梯直接通至二楼。

## 建筑现状

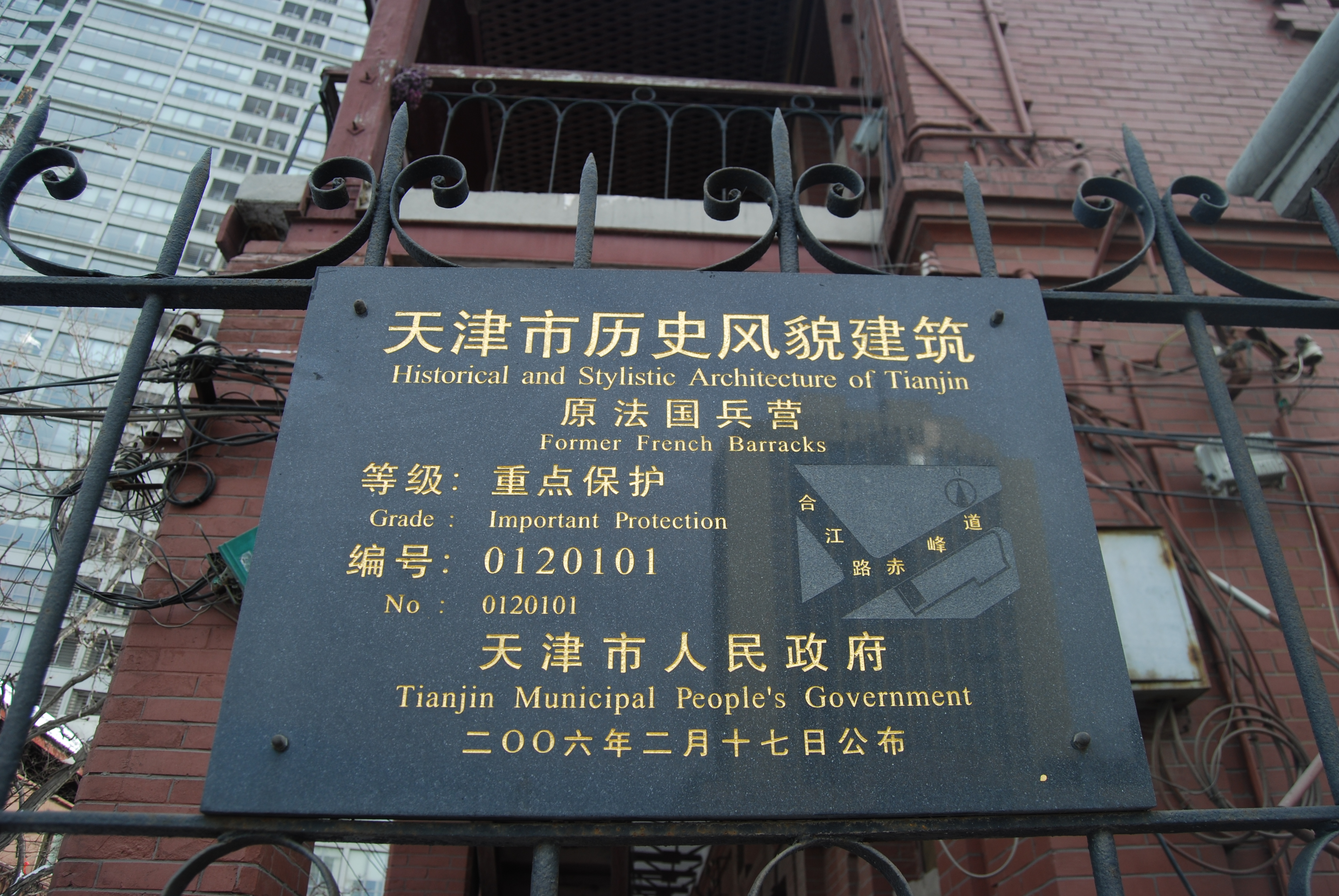
法国兵营铭牌
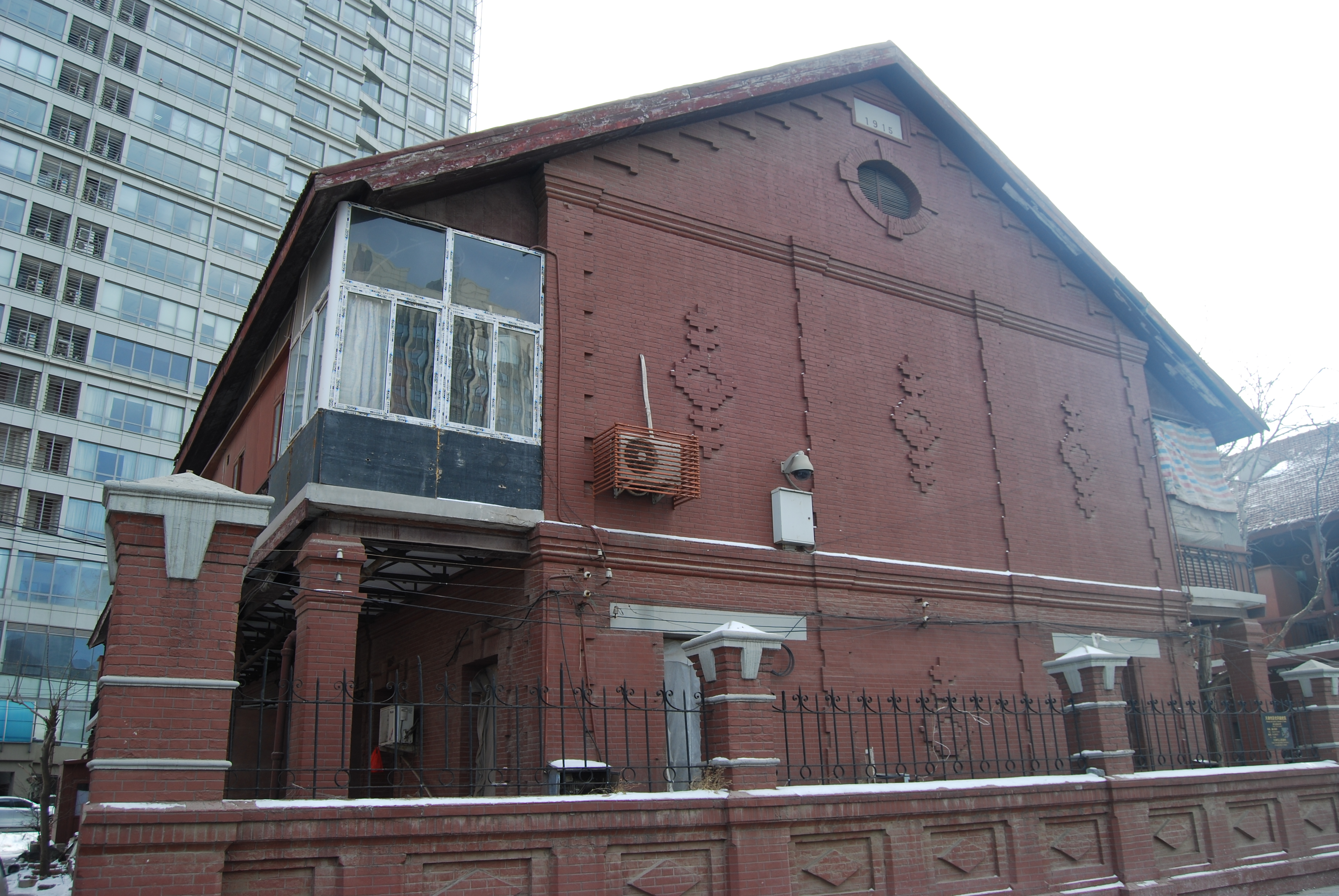
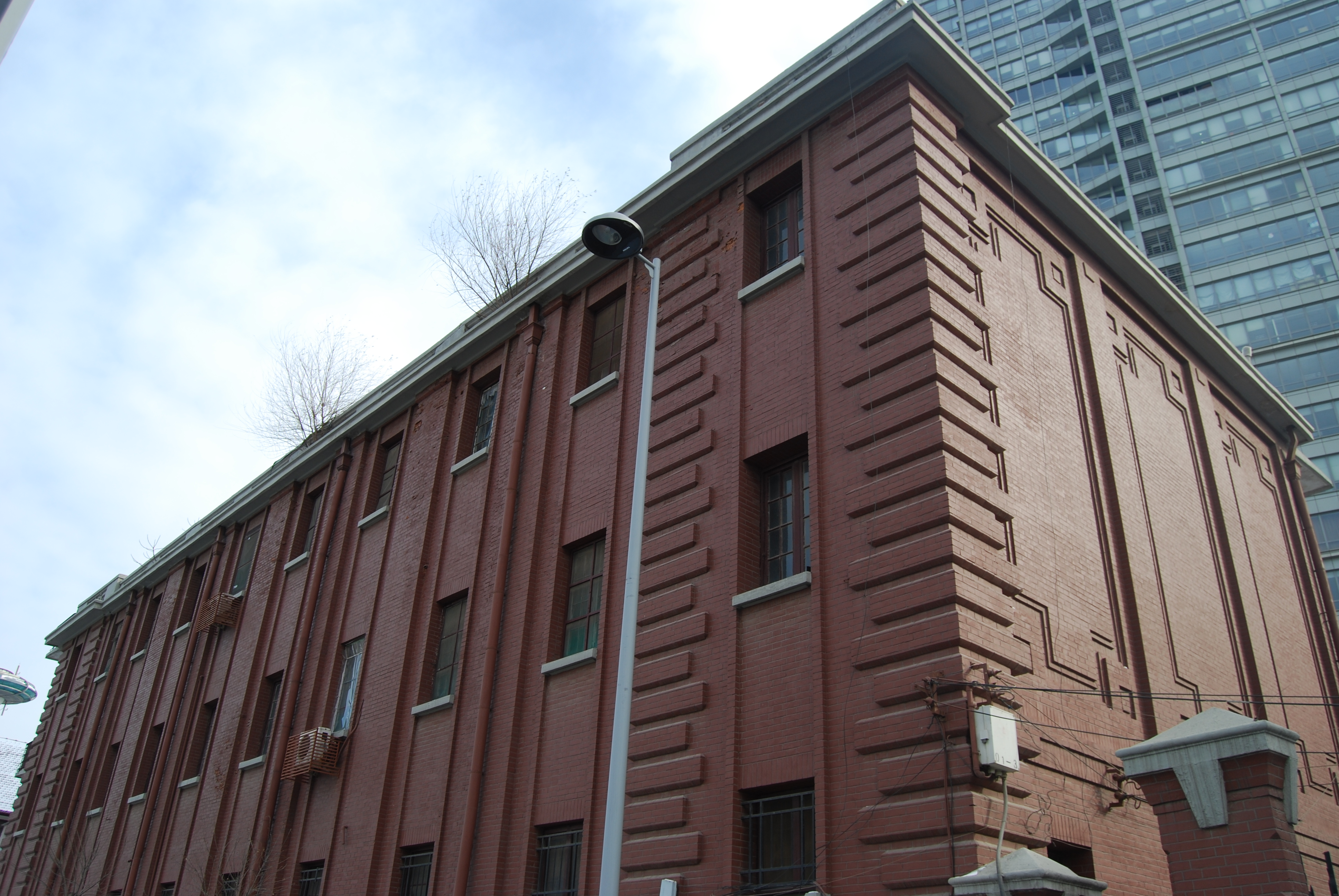
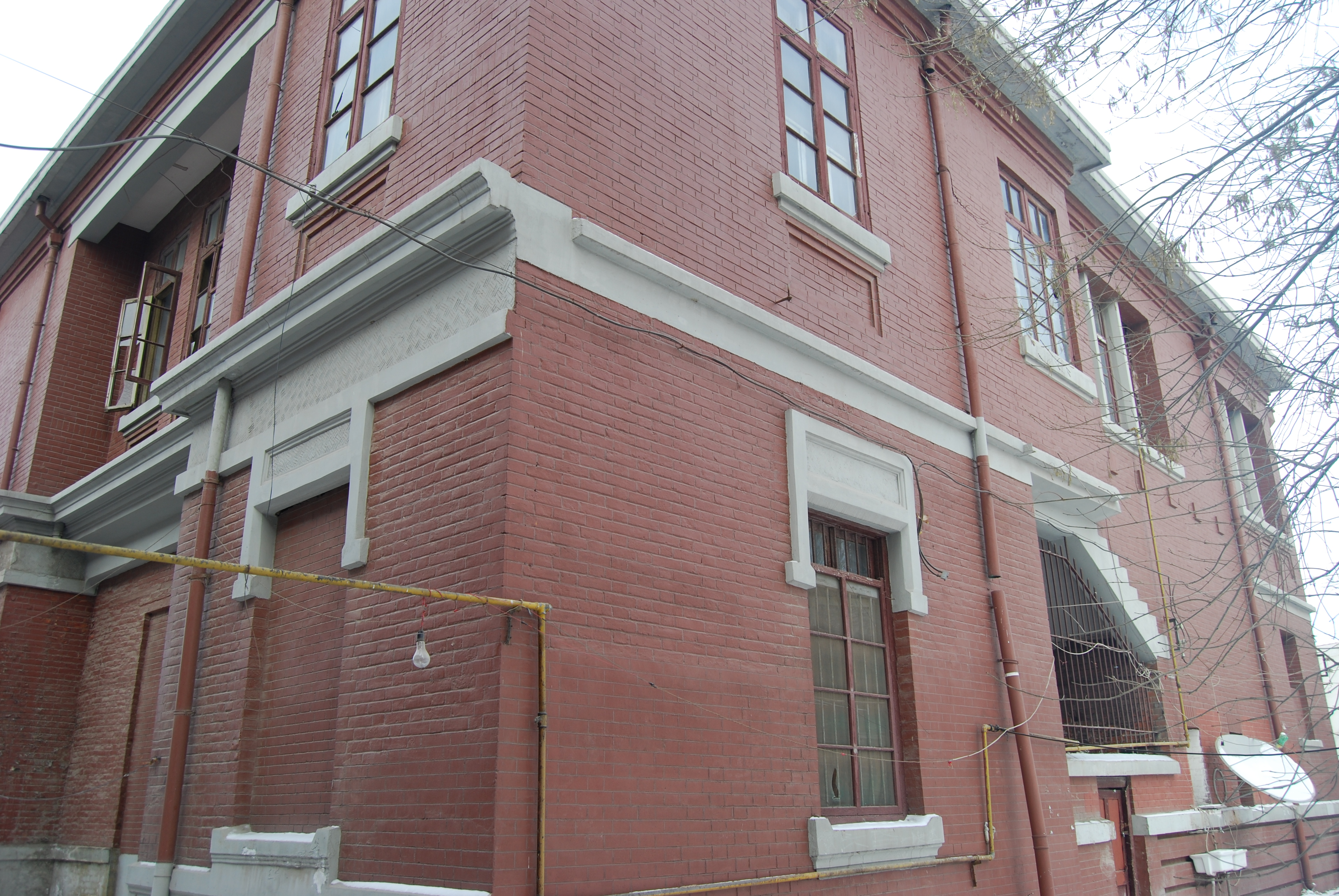